# El Paso (Bolivia)

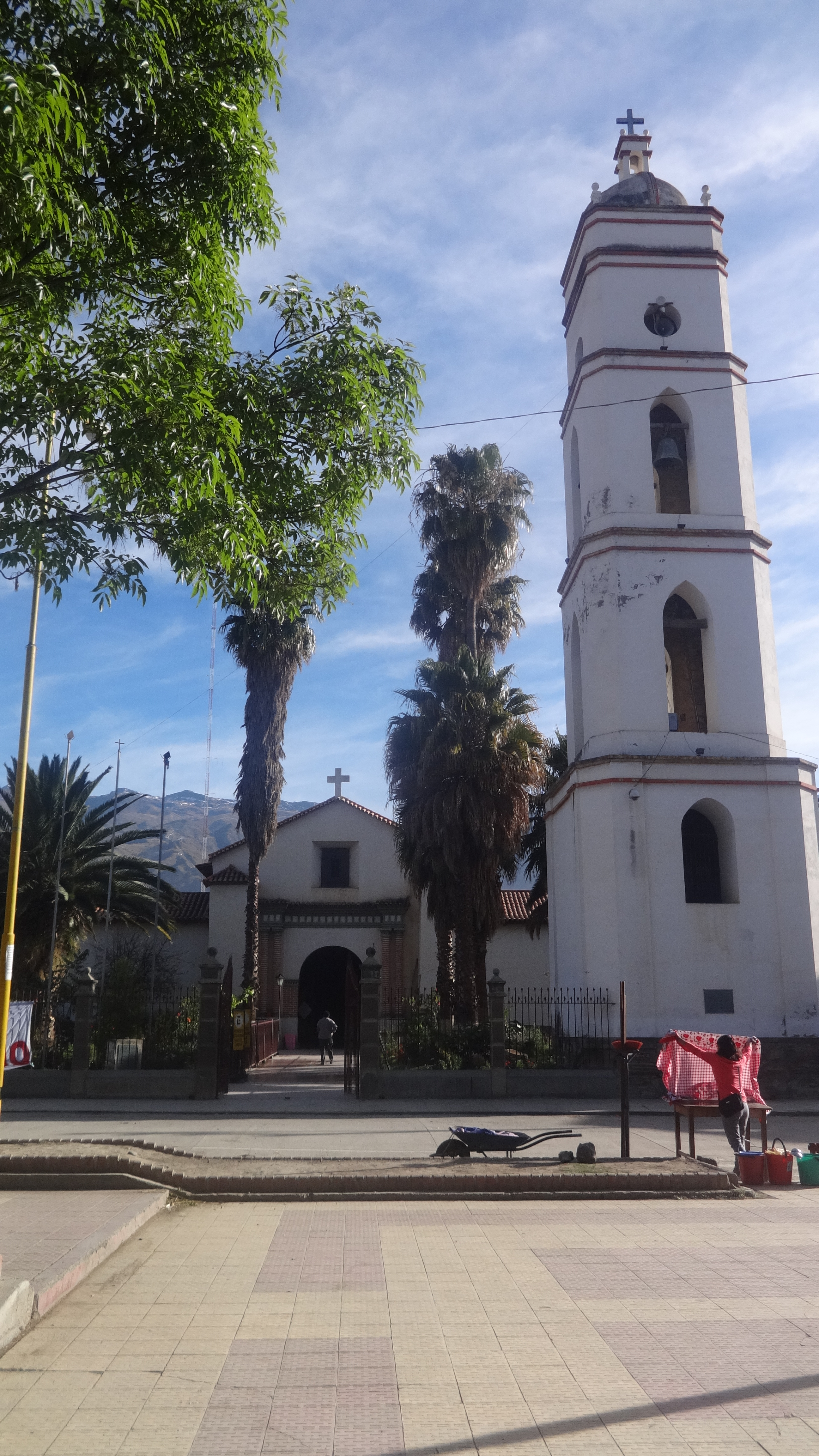
Torre del campanario del templo de Santiago Apóstol

El Paso es una localidad de Bolivia, ubicada en la provincia de Quillacollo del departamento de Cochabamba. Su plaza principal está situada a una altitud de 2648 m s. n. m.

## Historia
Desde la caída del Tawantinsuyo, una de las formas de organización territorial fue la Encomienda donde se otorgaba a cierta persona un poder sobre cierto territorio. esto con distintos fines como la administración, evitar conflictos entre caciques, la doctrinacion de la religión católica, etc.
En este período existieron distintas encomiendas. Tapacarí, El Paso, Tiquipaya, Sipe Sipe, la de Mizque, Aiquile, Totora, Pocona, Sipe Sipe, etc.
Francisco de Toledo, virrey del Perú, había entregado al capitán Juan Polo de Ondegardo, la Encomienda del Paso y a Don Francisco de Orellana, la Encomienda de Tiquipaya, provocando un conflicto de intereses en la propiedad. El Cantón El Paso fue fundado el 27 de mayo de 1571 bajo la denominación de Villa de Ondegardo, el mismo día también se fundó su plaza principal “27 de Mayo” y en abril de 1684 cambió de nombre por El Paso.
Tiene su origen étnico en la cultura aimara, entre los que se puede mencionar a Urinzaya, Aranzaya y Kjellacolla, a cuya cabeza se encontraba Tupac Yupanqui.
Según el arqueólogo Ramón Sanzetenea el nombre de “El Paso” se lo extrajo de la palabra “Pissu Marca”, denominativo que los indígenas empleaban porque en dicho sector los viajeros pagaban a los jefes de las comunidades un pissu, moneda más baja en valor, por el derecho a transitar por los caminos. Sanzetenea afirma que por este sector pasaba la ruta de “Tupuyan”, la cual llegaba hasta la zona de Samaipata, y el pissu cobrado era para que conserven y cuiden el estado de los caminos y poco a poco los antiguos habitantes comenzaron a denominarla como la zona de “Pissu Marca”, palabra que con el paso del tiempo se fue modificando hasta ser castellanizada, a 'El Paso'.
Históricamente la población de El Paso era utilizada como un lugar donde los viajeros procedentes de las costas del Pacífico pernoctaban y se aprovisionaban antes de proseguir su viaje a Chuquisaca o Potosí, por esos años considerados los mayores centros del poder económico de la colonia.
Mediante el decreto supremo de 23 de enero de 1826 dictado por el General Antonio José de Sucre, se creó el departamento de Cochabamba, donde este se dividía en provincias y las provincias se dividían en cantones. Con esta misma ley sea creó la provincia de Tapacarí (Thapa Qhari = Nido de hombres), conformado por los cantones de: El Paso, Tiquipaya, Colcapirhua, Sipe Sipe, Itapaya, Tapacarí (capital), Calliri, Challa y Leque.
Mediante la ley del 14 de septiembre de 1905, dictada por el presidente Ismael Montes, se estableció el desdoblamiento jurisdiccional de la antigua e histórica provincia de Tapacarí, con la creación de la provincia de Quillacollo a la cual se reconocieron dos secciones, la primera con los cantones de Quillacollo (capital), Tiquipaya, El Paso y Colcapirhua, y la segunda sección con los cantones Sipe Sipe (capital) e Itapaya. La provincia Tapacarí quedó con los cantones de Tapacarí (capital), Calliri, Challa y Leque.
El Paso pasó a formar parte de la primera sección de la provincia de Quillacollo como Cantón de El Paso, teniendo base para su administración la Honorable Agencia Cantonal de El Paso. Con la creación de la nueva Constitución Política del estado de Bolivia, los cantones dejaron de existir. El Paso ahora forma parte del municipio de Quillacollo, Con los distritos 7,8 y 9. Teniendo como base administrativa la Honorable Sub-Alcaldía de 'El Paso'.

## Geografía
La jurisdicción territorial del El Paso,  está constituida por dos zonas geográficas bien diferenciadas; zona andina y la zona del valle.
- La zona andina está integrada por más 40 comunidades campesinas rurales.

- La zona del valle la constituyen más de 20 comunidades semirrurales.

- Estos se dividen en tres distritos:

| Distritos de la Localidad El Paso | |
| Distritos                         | Principales Comunidades |
| 7                                 | •Bella Vista •Puca Puca •Pucara •Tambo •Potrero •Marquina•San Rafael |
| 8                                 | •Aranzaya •Aranzaya Sud •Urinsaya •Urinsaya Norte •Pandoja •khorapata •Chojñacollo •Llauquenquiri •Totorcahua •Callajchullpa •Apote Central•Apote Norte •Pihusi •Águila Rancho •Pampa Grande •Molle molle •Okusuro •Chocaya •Franz Barrios •Juan del valle •Nuevo Amanecer •Mosoj Rancho • Jove Rancho • San Miguel |
| 9                                 | •Liriuni •San Miguel •Caluyo Acata •Jampa Cueva •Sunk'ani •Putucuni •Misicuni •Playa verde •Multicueva •Chillave •Huyuni •Aguadas •Dobledero •Jankokola •Ipillas •Sivingani •Penias •Llusta •Montecueva |

## Festividades

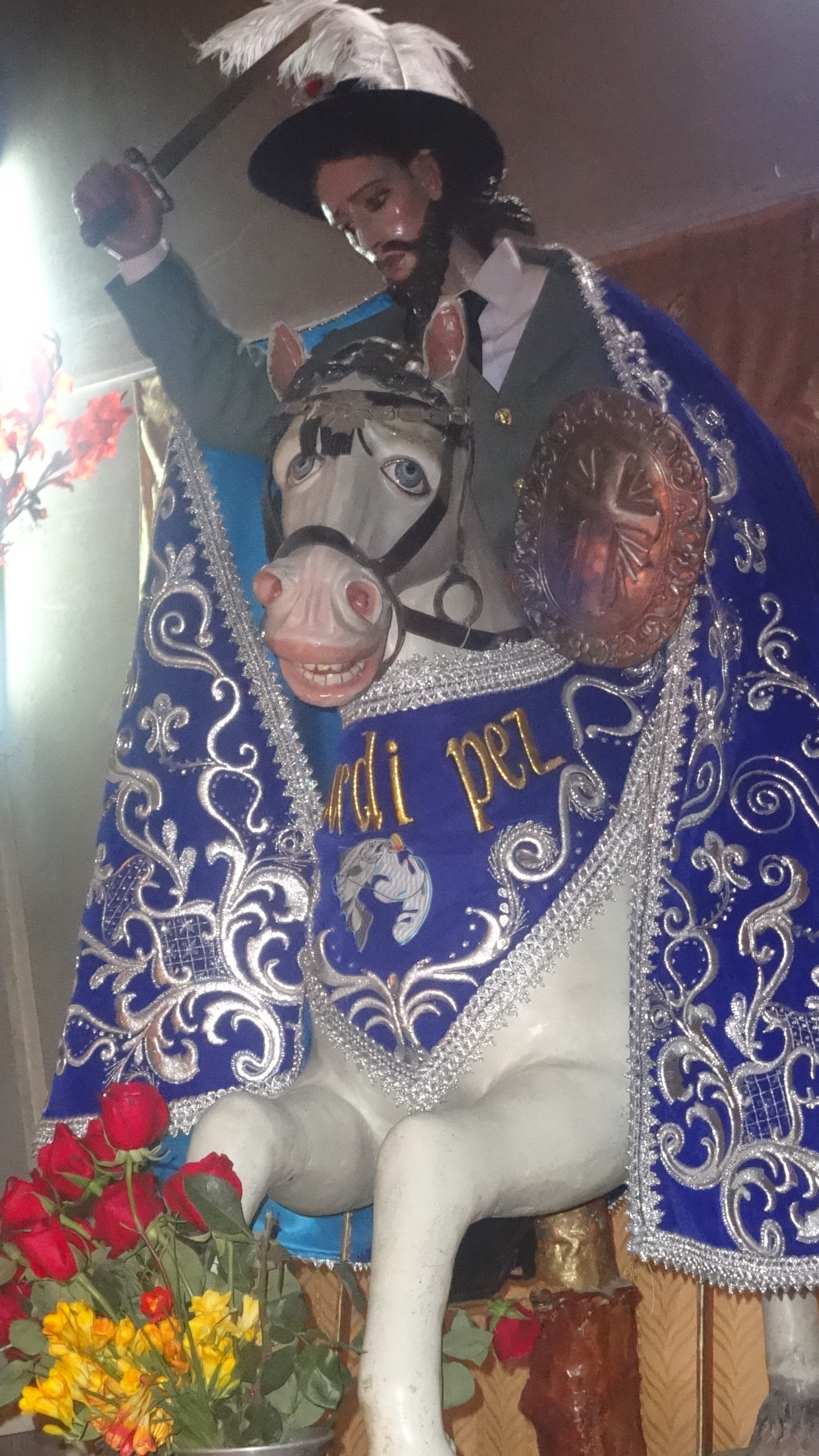
Tata Santiago de 'El Paso'.

- Tiene Diversas Festividades Religiosas entre las principales esta la Festividad del Tata Santiago de El Paso
- La Festividad Del Señor Del Buen Viaje.
- 27 de mayo Aniversario Fundación.
- La Feria del Conejo Cui.
- La Festividad de Tata Compadres de LLauquenquiri.
- Festividad de María Auxiliadora de Apote
- Festividad de San Isidro en Pandoja, Pampa Grande, Totorcahua.

## Arquitectura
- El Templo de El Paso es el más antiguo del departamento de Cochabamba con más de 450 años de antigüedad.

- La iglesia Santiago de El Paso fue declarada monumento nacional el 4 de junio de 1975 por Decreto Supremo Nº12555 por su gran valor histórico y por tener la pinacoteca más importante del tiempo de la colonia.

## Agricultura
- El Cantón de El Paso tiene una tradición ancestral en la producción de maíz, papa, quinua características de cultivos andinos originarios y otros introducidos.

- Floricultura, la principal producción es la de flores a campo abierto y el establecimiento de invernaderos las principales flores en producción son : rosas, claveles, crisantemos, liliums y otros.

## Turismo

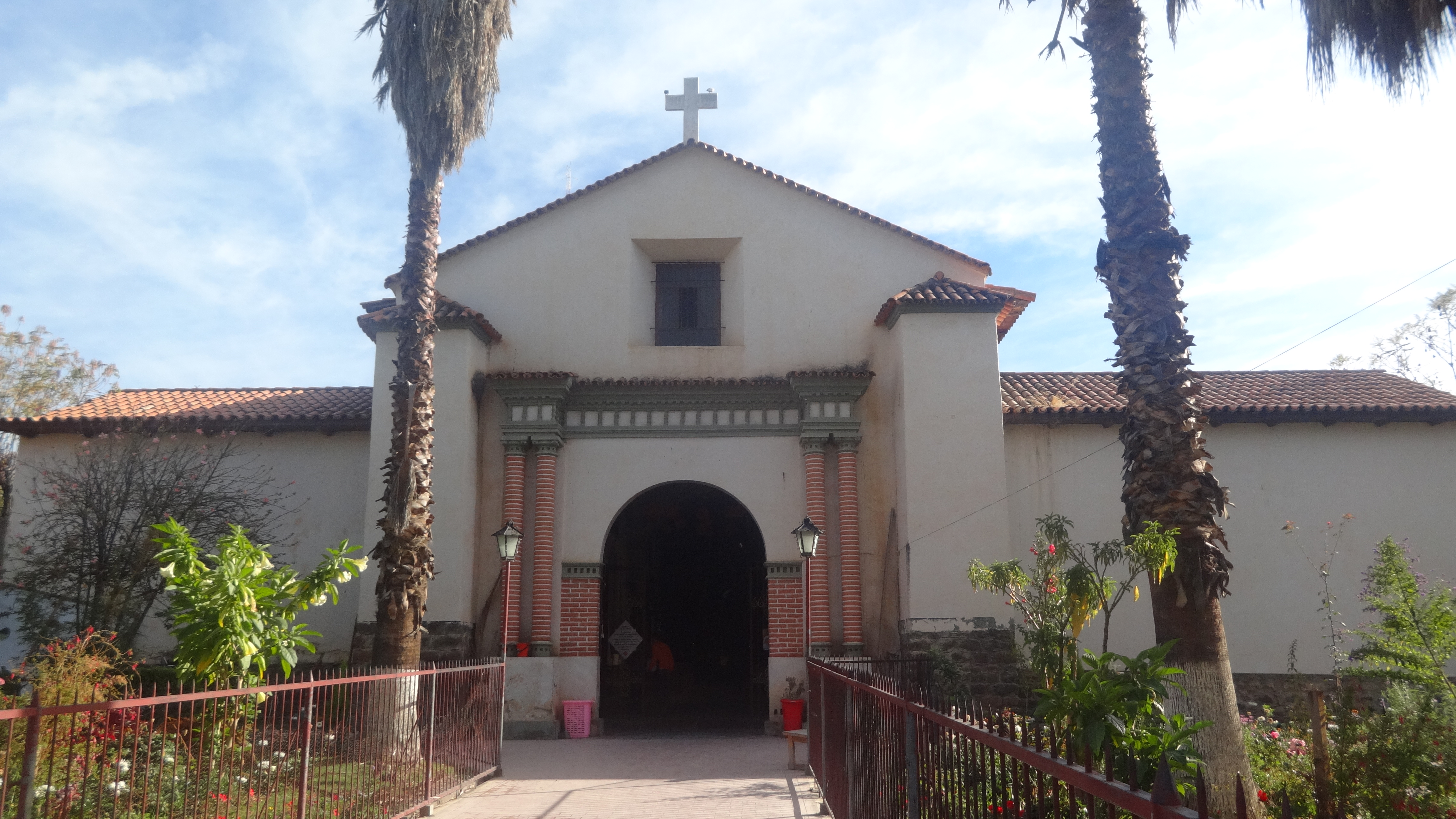
Templo santiago Apóstol del El paso.

- Liriuni: Las aguas termales de Liriuni juntos con sus hermosos bosques.
- La Hacienda Salamanca: Ubicada 2 km al norte de la plaza principal, en plena falda de la cordillera de Tunari.
- El parque Chocaya - Bosquesillos llauquenquiri
- Los Cordillera del Tunari, especialmente en invierno cuando usa su poncho blanco.
- Uno de los templos coloniales más antiguos de Bolivia.
- PIHUSI: Ríos formados por las aguas de los deshielos de la cordillera.

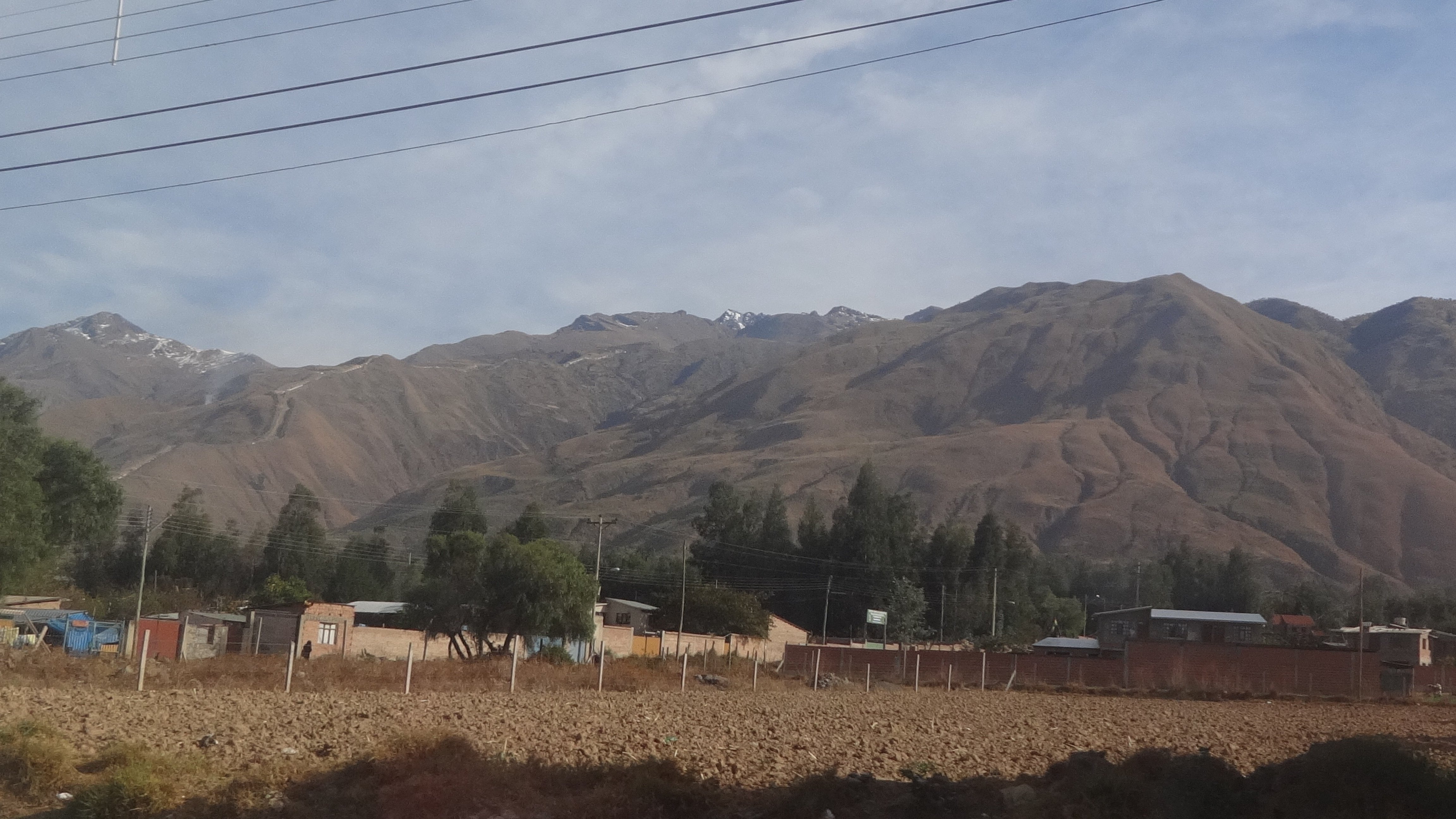
Vista del tunari desde la comunidad de apote - El paso